# Gabriel Matías Fernández
Gabriel Matías Fernández Leites (Montevideo, 13 maggio 1994) è un calciatore uruguaiano, attaccante del Cruz Azul.

## Carriera

### Anni in Uruguay

#### Inizi
Nella stagione 2012-2013 ha esordito con il Cerro Largo nel campionato di massima serie uruguaiano giocando 12 partite. Nella stagione successiva passa al Defensor Sporting, con cui disputa 4 incontri.

#### Racing Club e Peñarol
Nel luglio 2014 firma coi Racinguistas del Racing Club de Montevideo con la quale collezione complessivamente 49 presenze e 15 reti.
A gennaio del 2018 si trasferisce al Peñarol. Va in goal 17 volte in un totale di 40 partite disputate. 

### Celta de Vigo e prestiti
Esattamente un anno dopo, il Celta de Vigo ne acquisisce il cartellino. L'uruguaiano resta in forza al club di Montevideo, mediante prestito, sino a giugno 2019.
Andrà in goal per la prima volta con la maglia della squadra spagnola il 24 agosto nel match vinto in casa per 1-0 contro il Valencia.
Quella è stata la sua unica rete per il club che l'11 settembre 2020 lo ha ceduto in prestito al Real Saragozza.
A fine stagione viene ceduto nuovamente a titolo temporaneo, questa volta ai messicani del Juárez.

### Pumas UNAM
Il 3 luglio 2023 viene ufficializzato il suo trasferimento all'UNAM Pumas per 3 milioni di euro.

## Palmarès

### Club

#### Competizioni nazionali
- Campionato uruguaiano: 1

Peñarol: 2018
- Supercopa Uruguaya: 1

Peñarol: 2018

#### Competizioni internazionali
- CONCACAF Champions' Cup: 1

Cruz Azul: 2025